# Böel
Böel (dänisch: Bøl) ist eine Gemeinde im Kreis Schleswig-Flensburg in Schleswig-Holstein. Sie entstand durch die Zusammenlegung von Böel und Böelschuby (dän. Bøl und Bøl Skovby).

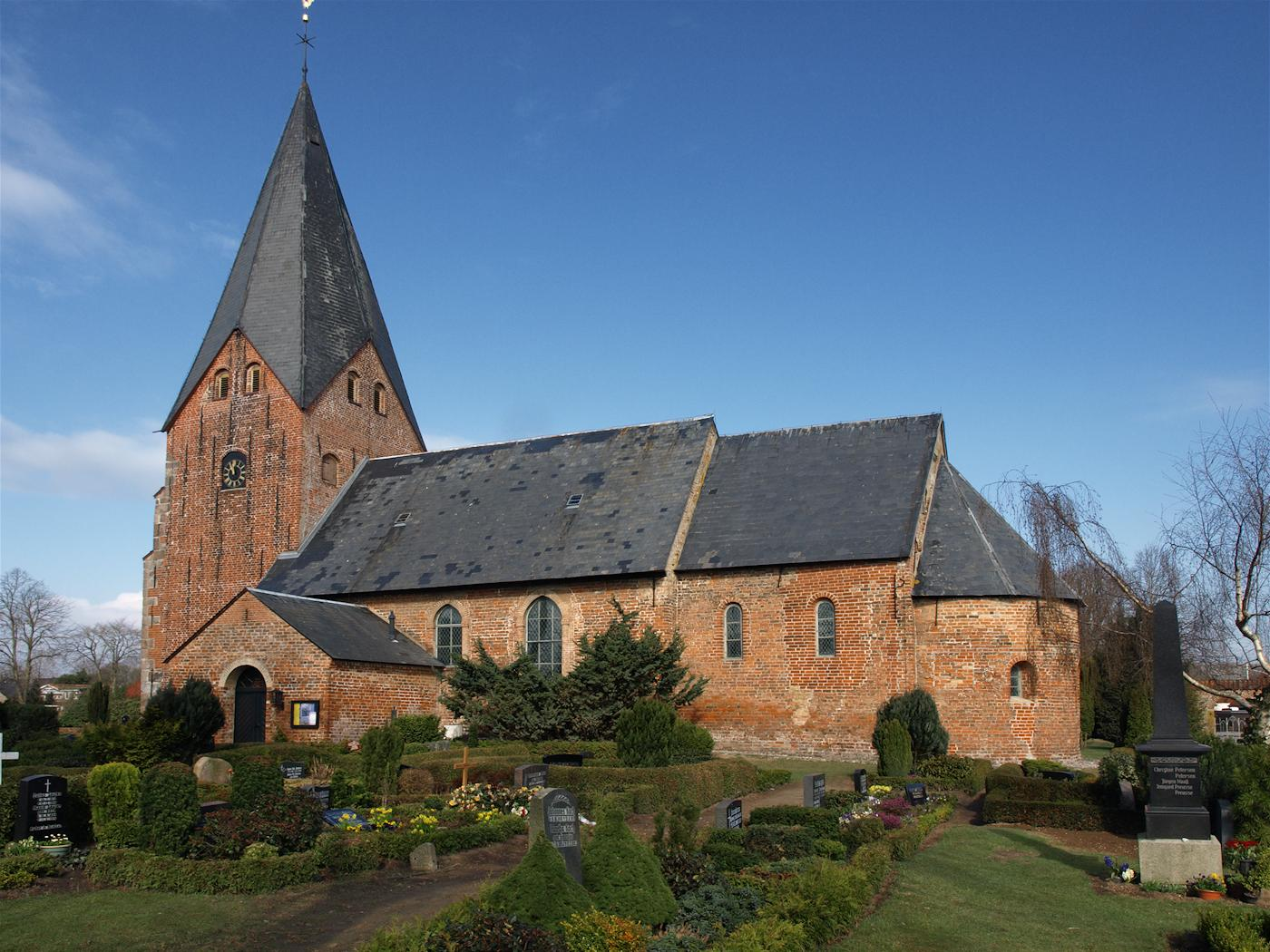
St. Ursula

## Gemeindegliederung
Die Gemeinde teilt sich in folgende Ortsteile und Orte:
- PLZ 24401: Billmoor, Billwatt (dän. Bilvad), Böel (Bøl), Böelkamp, Böelschuby (Bøl Skovby), Böelschubyhof (Bølskovbygaard), Böelschubymühle, Böelstamm, Böelulegraff (Ulvegrav), Böelwesterfeld (Bølvestermark), Hattschau (Hatskov), Lehmberg (Lerbjerg), Möllmoos (Møllemose), Neuböelschuby (Ny Bøl Skovby)
- PLZ 24405: Borrieshaag, Böelnorderfeld (Bølnørremark[3]), Stoltoft, Thiesholz (Tisholt)
- PLZ 24891: Dingwatt (Tingvad), Rabenholzlück (Ravnholtløkke)

## Geschichte
Erstmals erwähnt wurde Böel 1231 als Böla (Bølæ). Zeitweise kamen die Bezeichnungen Boel oder Bohl vor. Der Name stammt vom altdänischen boeli (altnordisch: ból, neudänisch bøl, möglich auch altnordisch býli) für Siedlung, Wohnstätte, Gehöft ab.
Die spätromanische Backsteinkirche St.-Ursula-Kirche wurde im ersten Drittel des 13. Jahrhunderts gebaut. Der Turm mit dem achteckigen Zeltdach wurde im 15. Jahrhundert hinzugefügt. Christian I. übereignete die Kirche 1477 dem Mohrkircher Antoniter-Klosters, das nach Einführung der Reformation in Schleswig-Holstein 1544 aufgelöst wurde. Die Kirche bildete den Mittelpunkt des Kirchspiels Böel (Bøl Sogn).
Im Jahre 1478 wurde das Gut Böelschubyhof erstmals als Bole Schowby erwähnt. Das heutige Herrenhaus, das von einem unregelmäßig rechteckigen Wassergraben umgeben ist, wurde 1864 erbaut.
Im 19. Jahrhundert vollzog sich in Angeln der Sprachwechsel vom Dänischen zum Deutschen, infolgedessen das bis dahin verbreitete Angeldänische sukzessiv als Umgangssprache verschwand. Die alleinige Schul- und Kirchensprache war bereits längere Zeit Hochdeutsch. Mit den von 1851 bis zum Deutsch-Dänischen Krieg 1864 geltenden Sprachreskripten bemühte sich die dänische Regierung schließlich den Sprachwechsel zu bremsen. Die Reskripte sahen vor, dass in den Teilen des südlichen Schleswigs, in denen sowohl Deutsch als auch Dänisch verbreitet gewesen waren, das Dänische das Deutsche als Schulsprache ablösen sollte. Die Kirchensprache sollte abwechselnd Deutsch und Dänisch sein. Der südlich von Böel verlaufende Bach Oxbek bildete hierbei die Grenze zu dem Gebiet mit weiterhin rein deutscher Schul- und Kirchensprache. Viele Einwohner empfanden die Reskripte als Zwang. Aus Böel ist überliefert, dass viele Eltern in jener Zeit ihre Kinder nicht in der Volksschule Böel, sondern auf der Südseite anmeldeten, um der dänischen Schulsprache ausweichen zu können.
Am 1. Januar 1974 wurde die Gemeinde Böelschuby eingegliedert.

## Politik

### Gemeindevertretung
Bei der Kommunalwahl am 14. Mai 2023 wurden insgesamt neun Sitze vergeben. Die Freie Wählergemeinschaft Böel/Böelschuby erhielt sechs Sitze und die CDU drei Sitze.

### Wappen
Blasonierung: „Durch einen blau-goldenen Wellenpfahl von Gold und Grün gespalten. Rechts ein grünes Flügelkreuz einer Windmühle, links ein goldener Lindenfruchtstand.“

## Wirtschaft und Infrastruktur
Der Ort ist überwiegend landwirtschaftlich geprägt, weist jedoch auch viele Wohngebiete auf.

## Persönlichkeiten
- Christian Hieronymus Esmarch (1752–1820), Mitglied des Göttinger Hainbundes, stammt aus Böel
- Jobst von Berg (* 1962), deutscher Künstler, lebt und arbeitet in Böel
- Hans-Jörg Detlefsen (* 1963), Flottillenadmiral